# Ainett Stephens
Ainett Stephens   (Caracas, 28 de gener de 1982) és una model i celebritat televisiva veneçolana nacionalitzada italiana.

## Biografia
El 2000, es trobava entre les deu semi-finalistes del concurs de bellesa Miss Veneçuela i, posteriorment, va posar per a un calendari, els beneficis del qual es van destinar per als indígenes de la selva amazònica.
Després d'iniciar una carrera com a model de roba interior a Amèrica del Sud, va arribar a Itàlia el 2004. El 2005 va fer un calendari eròtic per a la revista per a homes Fox Uomo (de l'any 2006).
Va presentar tres temporades (2005, 2006 i 2007) al programa Real TV emès per Italia 1.
El 2006 va interpretar el paper de Gat negre al programa Mercante in fiera, presentat per Pino Insegno a Itàlia 1, i en el mateix període va posar per a un nou un calendari eròtic per a la revista esportiva Controcampo (de l'any 2007). El 2007 Stephens va dirigir, amb Daniele Bossari, el concurs de televisió Azzardo dirigit per Italia 1. El 2008 va presentar, junt amb Taiyo Yamanouchi, la tercera temporada del programa de comèdia de Rai 3 La tintoria.
Va dirigir a la Rai 3 3 edicions (2007-2009) del Festival Internacional de Circ de Montecarlo. El 2011 Stephens va participar en el repartiment del Saturday Night Live des de Milà, un programa de comèdia emès a Itàlia 1.
A principis del 2011, Stephens va debutar com a actriu de cinema en Amici miei. Come tutto ebbe inizio, una pel·lícula dirigida per Neri Parenti.
Entre maig i juny de 2014, Stephens va participar, com a comentadora i showgirl, al repartiment, junt amb Chiara Nasti i Sofia Valleri, del programa Chiambretti Supermarket, un espectacle de tarda-nit organitzat a Italia 1 per Piero Chiambretti.

### Vida personal
Després de 9 anys de festeig, Ainett Stephens es va casar el 3 de setembre de 2015 amb Nicola Radici, un empresari italià; el 27 d'octubre de 2015 va néixer el seu fill Christopher Radici.

## Carrera artística

### Televisió
- Real TV (Italia 1, 2005-2007)
- Mercante in fiera (Italia 1, 2006)
- Azzardo (Italia 1, 2007)
- Festival internazionale del circo di Monte Carlo (Rai 3, 2007-2009)
- La tintoria (Rai 3, 2008)
- Saturday Night Live from Milano (Italia 1, 2011)
- Chiambretti Supermarket (Italia 1, 2014)

### Cinema
- Amici miei, Come tutto ebbe inizio, direcció de Neri Parenti (2011)